# 波珀灵厄
波珀灵厄（荷蘭語：Poperinge，荷蘭語發音：[ˈpoːpəˌrɪŋə] ⓘ，法語發音：[pɔpʁɛ̃ɡ]）是比利时弗拉芒大區西佛兰德省伊珀尔区的一座城市，西南两面与法国北部省接壤，通行荷蘭語，是弗拉芒社群的一部分，面积120.37平方千米，人口19,782人（2022年1月1日）。